# Hunter Island (British Columbia)
Hunter Island ist eine Insel im Westen der kanadischen Provinz British Columbia. Sie liegt am westlichen Rand des Queen Charlotte Sound, mit einer Fläche von 363 km² sowie einem Umfang von 238 km
Auf der Insel finden sich keine größeren Ansiedlungen. Die nächstgelegenen größere Siedlungen ist das nördlich, auf Campbell Island gelegene Bella Bella bzw. das am nordwestlichen Ende des Burke Channel gelegene Bella Coola. Die Insel gehört zum Central Coast Regional District und wird, wie die meisten der Inseln im nördlichen Küstenbereich der Provinz, zum Great Bear Rainforest gerechnet.
Traditionell ist die Insel Siedlungs- und Jagdgebiet der First Nations, hauptsächlich der Heiltsuk. Im Norden der Insel liegt auch ein Reservat der First Nations.

## Geographie
Östlich der Insel befindet sich der „Fisher Channel“, durch den die Schiffe auf der Inside Passage verkehren. Östlich des „Fisher Channel“ liegt dann das kanadische Festland und nordöstlich King Island. Hunter Island ist von mehreren größeren und kleineren Inseln umgeben. Nordwestlich der Insel liegt Campbell Island und nordöstlich Denny Island, von welchen sie durch den Fitz Hugh Sound getrennt wird. Südlich der Insel und der Hakai Passage liegen Calvert Island und Hecate Island.
Höchster Punkt auf der Insel ist der im zentralen nördlichen Bereich gelegene 903 m hohe Mount Merritt.
Im südlichen, stark zerklüfteten Teil der Insel findet sich ein Naturschutzgebiet, die „Hakai Lúxvbálís Conservancy“.